# Pelican Bay (Florida)
Pelican Bay és una concentració de població designada pel cens dels Estats Units a l'estat de Florida. Segons el cens del 2000 tenia 5.686 habitants.

## Demografia
Segons el cens del 2000, Pelican Bay tenia 5.686 habitants, 3.005 habitatges, i 2.166 famílies. La densitat de població era de 677,6 habitants/km².
Dels 3.005 habitatges en un 3,5% hi vivien nens de menys de 18 anys, en un 70% hi vivien parelles casades, en un 1,5% dones solteres, i en un 27,9% no eren unitats familiars. En el 25,6% dels habitatges hi vivien persones soles el 16,6% de les quals corresponia a persones de 65 anys o més que vivien soles. El nombre mitjà de persones vivint en cada habitatge era d'1,84 i el nombre mitjà de persones que vivien en cada família era de 2,12.
Per edats la població es repartia de la següent manera: un 3,4% tenia menys de 18 anys, un 0,7% entre 18 i 24, un 4,2% entre 25 i 44, un 33,9% de 45 a 60 i un 57,8% 65 anys o més.
L'edat mediana era de 67 anys. Per cada 100 dones de 18 o més anys hi havia 84 homes.
La renda mediana per habitatge era de 102.762 $ i la renda mediana per família de 127.920 $. Els homes tenien una renda mediana de 0 $ mentre que les dones 44.286 $. La renda per capita de la població era de 89.063 $. Entorn de l'1,9% de les famílies i el 2,8% de la població estaven per davall del llindar de pobresa.

## Poblacions més properes
El següent diagrama mostra les poblacions més properes.